# Battle Riot

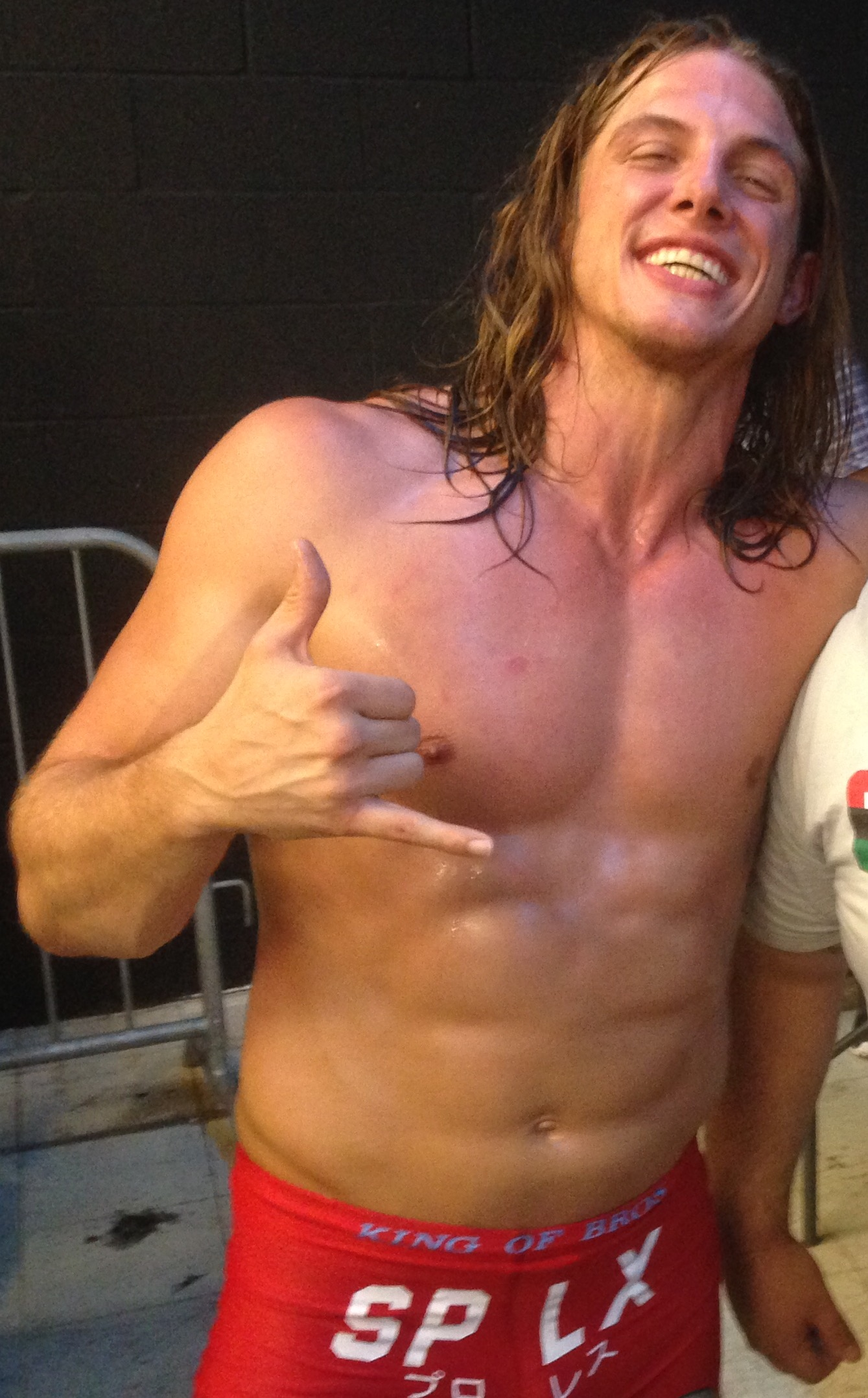
Matt Riddle, el último ganador del Battle Riot en su edición del año 2025.

El Battle Riot es un battle royal de lucha libre profesional celebrado por la promoción de lucha libre profesional Major League Wrestling. El evento lleva su nombre del Battle Riot match, una lucha estilo Battle royal cuyos participantes entran en intervalos cronometrados.

## Historia
Esta batalla real comienza con un número de participantes en el ring, que luego se eliminan con un alfiler, presentación o pasando la cuerda superior y haciendo que ambos pies toquen el piso del lugar. El Battle Riot inaugural tuvo lugar el 19 de julio de 2018. 
El ganador declarado del combate Battle Riot recibe una futura oportunidad por el título por el Campeonato Mundial Peso Pesado de la MLW.

## Lista de vencedores
| Edición         | Año  | Ganador               | N.º de victorias | Ref.  |
| --------------- | ---- | --------------------- | ---------------- | ----- |
| Battle Riot     | 2018 | Tom Lawlor            | 1                | [ 1 ] |
| Battle Riot II  | 2019 | L. A. Park            | 1                | [ 2 ] |
| Battle Riot III | 2021 | Alexander Hammerstone | 1                |       |
| Battle Riot IV  | 2022 | Jacob Fatu            | 1                |       |
| Battle Riot V   | 2023 | Alex Kane             | 1                |       |
| Battle Riot VI  | 2024 | Matt Riddle           | 1                |       |
| Battle Riot V   | 2025 | Matt Riddle           | 2                |       |

## Resultados finales de los combates titulares
| Año  | Ganador               | Campeonato                               | Resultado |
| ---- | --------------------- | ---------------------------------------- | --- |
| 2018 | Tom Lawlor            | Campeonato Mundial Peso Pesado de la MLW | Lawlor derrotó a Low Ki (c). |
| 2019 | L. A. Park            | Campeonato Mundial Peso Pesado de la MLW | Perdió frente a Jacob Fatu (c). |
| 2021 | Alexander Hammerstone | Campeonato Mundial Peso Pesado de la MLW | Hammerstone derrotó a Jacob Fatu (c), donde el Campeonato Nacional Peso Abierto de MLW de Hammerstone también estuvo en juego, siendo un combate de Título vs. Título. |
| 2022 | Jacob Fatu            | Campeonato Mundial Peso Pesado de la MLW | Perdió frente a Alexander Hammerstone (c) |
| 2023 | Alex Kane             | Campeonato Mundial Peso Pesado de la MLW | Derrotó a Alexander Hammerstone (c) |
| 2024 | Matt Riddle           | Campeonato Mundial Peso Pesado de la MLW | Derrotó a Satoshi Kojima (c) |
| 2025 | Matt Riddle (c)       | Campeonato Mundial Peso Pesado de la MLW | Retuvo su título |

## Ediciones

### 2018
Battle Riot se llevó a cabo el 19 de julio de 2018, en Queens, Nueva York. Un total de 40 participantes.
Los participantes se enumeran por orden de entrada: el ganador está en negrita:
| Participantes: Pentagón Jr., Rey Fénix, Brody King, Kenny Doane, Tom Lawlor, Lance Anoa'i, Rey Horus, Kevin Sullivan, Fallah Bahh, Swoggle, Samu Anoa'i, ACH, Konnan, Barrington Hughes, Jimmy Yuta, Kotto Brazil, Richard Holliday, Fred Yehi, Jason Cade, Teddy Hart, Vandal Ortagun, Mikey Mondo, PCO, L.A. Smooth, Simon Gotch, Homicide, Davey Boy Smith Jr., The Blue Meanie, Michael Patrick, Sami Callihan, Sawyer Fulton, Shane Strickland, Leon Scott, Drago, Leo Bryan, Joey Ryan, Maxwell Jacob Friedman, Jake Hager, John Hennigan y Jimmy Havoc |
| Ganador: Tom Lawlor eliminó finalmente a Jake Hager (por encima de la cuerda superior). |

### 2019
Battle Riot II se llevó a cabo el 5 de abril de 2019, en Queens, Nueva York. Un total de 39 participantes (originalmente se suponía que serían 40 participantes, sin embargo, Teddy Hart sufrió una lesión al principio de la noche que lo sacó de este evento).
Los participantes se enumeran por orden de entrada: el ganador está en negrita:
| Participantes: Maxwell Jacob Friedman, Dan Severn, El Hijo de L.A. Park, Air Wolf, Minoru Tanaka, Jordan Oliver, Rey Fénix, Pentagón Jr., Avalanche, Ace Romero, Ken Kerbis, Leo Brien, Mike Patrick, Gringo Loco, Kotto Brazil, Rey Horus, Rich Swann, Myron Reed, Barrington Hughes, Ace Austin, Jimmy Yuta, Jacob Fatu, Brian Pillman Jr., Davey Boy Smith Jr., Ortiz, Santana, Konnan, Low Ki, L. A. Park, Emil Sitoci, Daga, The Blue Meanie, Alexander Hammerstone, Sami Callihan, Ariel Dominguez, Ricky Martinez, Lance Anoa'i, Mance Warner y Richard Holliday. |
| Ganador: L. A. Park eliminó finalmente a Sami Callihan (por encima de la cuerda superior). |

### 2021
Battle Riot III se llevó a cabo el 10 de julio de 2021, en Filadelfia, Pensilvania.

### 2022
Battle Riot IV se llevó a cabo el 23 de junio de 2022, en Queens, Nueva York.

#### Battle Riot Match Entradas y Eliminaciones
| N.º | Entrada                   | Orden | Eliminated by                  | Method of elimination | Elimination(s) |
| --- | ------------------------- | ----- | ------------------------------ | --------------------- | -------------- |
| 1   | EJ Nduka                  | 3     | Arez and Lince Dorado          | Over the top rope     | 2              |
| 2   | Calvin Tankman            | 1     | EJ Nduka                       | Over the top rope     | 0              |
| 3   | Mr. Thomas                | 2     | EJ Nduka                       | Over the top rope     | 0              |
| 4   | Lince Dorado              | 12    | Killer Kross                   | Over the top rope     | 1              |
| 5   | Arez                      | 6     | Killer Kross                   | Over the top rope     | 1              |
| 6   | Micro Man                 | 8     | Real1                          | Over the top rope     | 0              |
| 7   | Mini Abismo Negro         | 7     | Sami Callihan                  | Over the top rope     | 0              |
| 8   | La Estrella               | 9     | Sami Callihan                  | Over the top rope     | 0              |
| 9   | KC Navarro                | 20    | Rickey Shane Page              | Over the top rope     | 0              |
| 10  | Kim Chee                  | 4     | Joel Maximo                    | Submission            | 0              |
| 11  | Joel Maximo               | 5     | Killer Kross                   | Pinfall               | 1              |
| 12  | Killer Kross              | 38    | Jacob Fatu                     | Over the top rope     | 5              |
| 13  | Sami Callihan             | 37    | Jacob Fatu                     | Over the top rope     | 5              |
| 14  | Real1                     | 39    | Jacob Fatu                     | Over the top rope     | 6              |
| 15  | Gangrel                   | 15    | Killer Kross                   | Over the top rope     | 0              |
| 16  | Kwang The Ninja           | 11    | Killer Kross                   | Over the top rope     | 0              |
| 17  | Budd Heavy                | 10    | Real1                          | Over the top rope     | 0              |
| 18  | Little Guido              | 14    | Davey Richards                 | Submission            | 0              |
| 19  | Jose Maximo               | 13    | Homicide                       | Pinfall               | 0              |
| 20  | Davey Richards            | 33    | Real1 and Sami Callihan        | Over the top rope     | 3              |
| 21  | Lance Anoa'i              | 19    | Real1                          | Over the top rope     | 1              |
| 22  | Ken Broadway              | 16    | Sami Callihan                  | Over the top rope     | 0              |
| 23  | Homicide                  | 17    | Lance Anoa'i                   | Over the top rope     | 1              |
| 24  | Rickey Shane Page         | 28    | Mads Krügger                   | Over the top rope     | 1              |
| 25  | Juicy Finau               | 24    | Real1                          | Over the top rope     | 1              |
| 26  | Los Azteca Ochenta        | 18    | Juicy Finau                    | Pinfall               | 0              |
| 27  | Dr. Dax                   | 21    | Jacob Fatu                     | Pinfall               | 0              |
| 28  | Jacob Fatu                | –     | Winner                         | –                     | 8              |
| 29  | Mads Krügger              | 35    | Jacob Fatu                     | Over the top rope     | 4              |
| 30  | Wil Maximo                | 22    | Mads Krügger                   | Pinfall               | 0              |
| 31  | Warhorse                  | 27    | Mads Krügger                   | Over the top rope     | 0              |
| 32  | Myron Reed                | 29    | Davey Richards                 | Over the top rope     | 0              |
| 33  | Los Azteca Treinta Y Tres | 23    | Jacob Fatu                     | Over the top rope     | 0              |
| 34  | Los Azteca Veintidos      | 25    | Jacob Fatu                     | Over the top rope     | 0              |
| 35  | Matt Cross                | 26    | Jacob Fatu                     | Over the top rope     | 0              |
| 36  | Mance Warner              | 34    | Mads Krügger                   | Over the top rope     | 0              |
| 37  | Alex Kane                 | 30    | Davey Richards                 | Over the top rope     | 0              |
| 38  | Savio Vega                | 31    | Real1                          | Over the top rope     | 0              |
| 39  | Taya Valkyrie             | 32    | Parker Boudreaux               | Over the top rope     | 0              |
| 40  | Parker Boudreaux          | 36    | Killer Kross and Sami Callihan | Over the top rope     | 1              |

### 2023
Battle Riot V se llevó a cabo el 8 de abril de 2023, en Filadelfia Pensilvania.